# Seyssins
 Seyssins  es una población y comuna francesa, en la región de Ródano-Alpes, departamento de Isère, en el distrito de Grenoble y cantón de Fontaine-Seyssinet.

## Demografía
| 669 | 623 | 724 | 768 | 1 196 | 914 | 1 162 | 1 387 | 1 374 | 2 238 | 659 | 654 | 675 | 669 | 700 | 641 | 605 | 566 | 577 | 540 | 502 | 528 | 532 | 513 | 500 | 762 | 1 007 | 1 573 | 3 911 | 5 021 | 7 028 | 6 850 | 6 908 |
| Para los censos de 1962 a 1999 la población legal corresponde a la población sin duplicidades (Fuente: INSEE [Consultar]) |     |     |     |       |     |       |       |       |       |     |     |     |     |     |     |     |     |     |     |     |     |     |     |     |     |       |       |       |       |       |       |       |

Forma parte de la aglomeración urbana de Grenoble.